# Comuna Stara Huta, Stara Vîjivka
Stara Huta (în ucraineană Стара Гута) este o comună în raionul Stara Vîjivka, regiunea Volînia, Ucraina, formată din satele Stara Huta (reședința) și Sukaci.

## Demografie
Componența lingvistică a satului Stara Huta
     Ucraineană (99,8%)
     Alte limbi (0,2%)
Conform recensământului din 2001, majoritatea populației satului Stara Huta era vorbitoare de ucraineană (99,8%), existând în minoritate și vorbitori de alte limbi.